# Alexander von Middendorff
Alexander Theodor von Middendorff (em russo:  Александр Федорович Миддендорф) (São Petersburgo, 18 de agosto de 1815 — Hellenurme, Valgamaa (atual Estônia), 24 de janeiro de 1894) foi um médico, botânico e explorador russo de origem alemã.

## Carreira
Obteve seu título de doutor em medicina na Universidade de Tartu em 1837. Prosseguiu seus estudos em Berlim, Erlangen, Viena e Breslau.
Em 1839 foi professor assistente de zoologia em Kiev.
Tomou parte na expedição de exploração da península de Kola conduzida por Karl Ernst von Baer (1792-1876).
De 1843 a 1845, explorou a Península de Taimir na Sibéria por conta da Academia de Ciências da Rússia. Publicou suas observações em quatro volumes com o título Reise in den äussersten Norden und Osten Sibiriens (1848-1875), onde descreveu os efeitos do permafrost sobre a fauna e a flora.
Aos 40 anos assumiu o cargo de secretário da Academia de Ciências da Rússia em reconhecimento as suas explorações , onde permaneceu até sua aposentadoria em 1860.
Também se interessou pela migração das aves na Rússia, em sua obra Die Isepiptesen Russlands, 1855.